# Радха
Ра́дха (санскр. राधा; IAST: Rādhā, она же — हरा Harā) также Радхара́ни или Радхи́ка — одна из женских форм Бога в индуизме. В пуранических текстах описывается как вечная возлюбленная Кришны, воплотившаяся вместе с ним на земле более 5000 лет назад. В одних течениях индуизма Радху почитают как воплощение Лакшми, а в других, являющихся частью кришнаизма, ей поклоняются как источнику Лакшми и всех остальных женских проявлений Бога. Радха является основным объектом поклонения в таких вайшнавских традициях, как вайшнавская сахаджия, гаудия-вайшнавизм, Нимбарка-сампрадая, пуштимарга и, особенно, Радхаваллабха-сампрадая.
В искусстве, иконографии и индуистских мурти, Радху практически всегда изображают вместе с Кришной.
В «Бхагавата-пуране» даётся детальное описание детства Кришны, проведённого в обществе Радхи и других девочек-пастушек (гопи) в деревне под названием Вриндавана. Любовные игры Радхи и Кришны обстоятельно описаны в «Брахмавайварта-пуране», «Гарга-самхите» и «Гитаговинде».
В пуранах говорится, что Радха появилась на свет в маленькой деревне Варшана в восьми километрах от Вриндавана в Индии. Её отцом был царь-пастух по имени Вришабхану, а её мать звали Киртида.
Радхаштами — день явления Радхи, который пышно празднуется последователями различных течений вайшнавизма.

## Роль Радхи в различных течениях индуизма

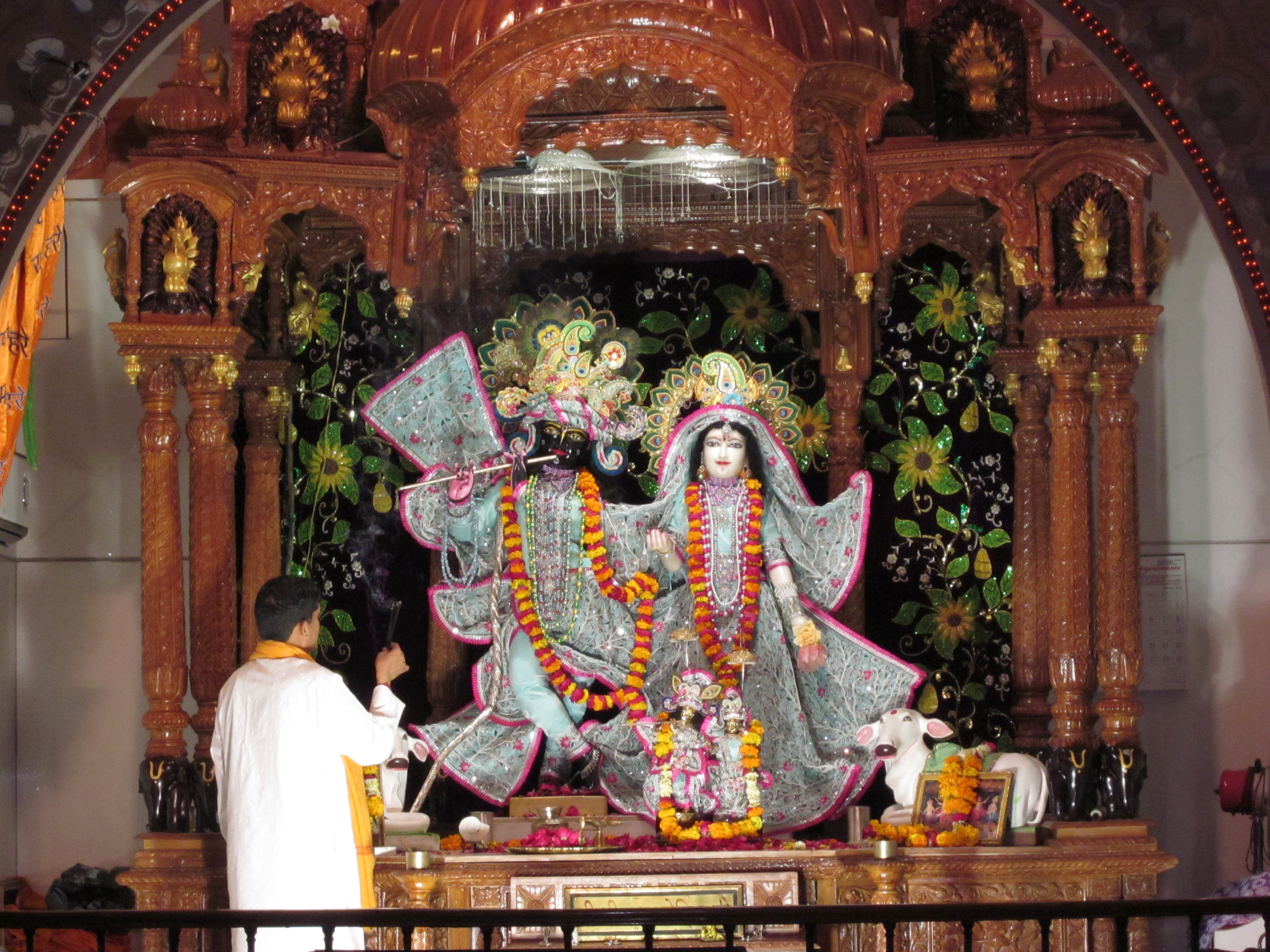
Служба в храме Банки-бихари, принадлежащим Радхаваллабха-сампрадае.

Радхаваллабха-сампрадая, основанная Хит Хариваншем Госвами в XVI столетии, — единственная традиция индуизма в соответствии с богословием которой Радха является верховным божеством, Кришна же находится в подчинённом ей положении.

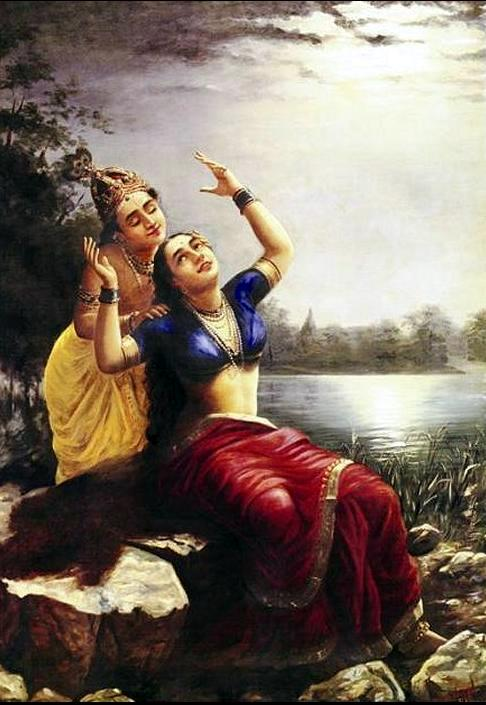
Радха и Кришна (рисунок Рави Вармы, 1890).

В традициях бхакти индуизма, основанных на поклонении Кришне, Радху почитают как вечную возлюбленную Кришны. «Колоссальное значение культ Кришны и Радхи приобрёл в экстатическом бхакти Чайтаньи». В таких течениях, как Нимбарка-сампрадая и гаудия-вайшнавизм, Радха рассматривается как изначальная шакти — источник всех женских ипостасей Бога и потенция наслаждения Кришны, которая называется «хладини-шакти». Поклонение Радхе в этих традициях имеет бо́льшее значение, чем поклонение самому Кришне. Другие гопи считаются её экспансиями — помощницами или служанками, в то время как Радха занимает особое положение самой любимой пасту́шки Кришны.
«Падма-пурана» описывает 16 000 пастушек (гопи) среди которых 108 являются самыми главными. Среди этих 108 гопи, восемь являются ещё более важными и среди этих восьми пастушек, две занимают особо возвышенное положение — Чандравали и Радхарани. Из этих двух, Радха считается самой главной.
Существует два вида любовных отношений Радхи и Кришны: свакия-раса (законные отношения в браке) и паракия-раса (незаконные отношения наперекор религиозным и моральным устоям).
В Нимбарка-сампрадае взаимоотношения Радхи и Кришны рассматриваются на уровне свакия-расы. Последователи Нимбарки ссылаются на описание свадьбы Радхи и Кришны в «Брахма-вайварта-пуране» и «Гарга-самхите».
В гаудия-вайшнавизме самой возвышенной формой любви считается паракия-раса — любовь состоящей замужем за другим Радхи к пастушку Кришне, причём эта любовь Радхи постоянно усиливается из-за страха разлуки со своим возлюбленным. Любовь остальных пастушек к Кришне описывается в таком же богословском контексте и объявляется самым возвышенным уровнем спонтанной любви к Богу, родом любви, не имеющей ни малейшего отношения к мирским сексуальным отношениям.
С XV века в Бенгалии и Ассаме процветает неортодоксальная тантрическая традиция вайшнавской сахаджии, во многом основанная на бенгалоязычной поэзии Чандидаса, где Кришна понимается в качестве внутреннего божественного начала мужчины, а Радха, соответственно, женщины.
Радха особенно почитается во Вриндаване, где поклонение ей считается более важным, чем поклонение самому Кришне.
В шри-вайшнавизме словом радха называют состояние преданности Богу, отношение души и Бога. Богиню, которая была с Кришной в его юные годы, шри-вайшнавы называют Наппиней. В их представлении она является воплощением самой Лакшми, которая явилась в форме девушки, чтобы явить миру пример любви и преданности к своему возлюбленному — Вишну, который явился в форме юноши Кришны. Такая любовь в то время считалась табу, так как противоречила социальным устоям и традициям брака.

## Чайтанья как совместная аватара Радхи и Кришны

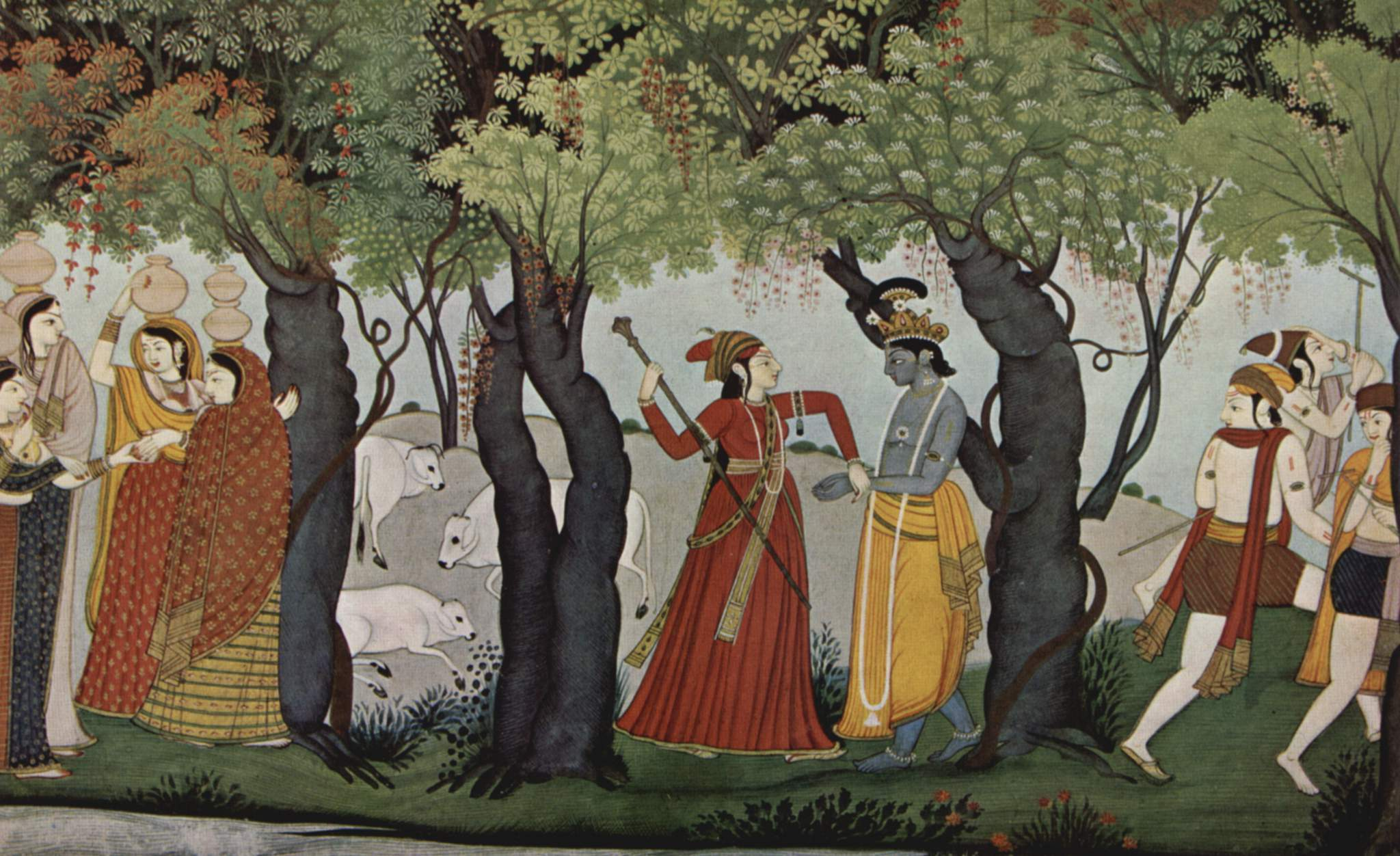
Радха и Кришна (картина около 1770 года)

В гаудия-вайшнавизме, также известном как кришнаизм, основатель традиции Чайтанья рассматривается как совместное воплощение Радхи и Кришны в одном лице.
В его биографиях утверждается, что в ряде случаев он проявлял свою божественную форму ближайшему кругу своих последователей:
Господь Шри Кришна является источником всех наслаждений и Шримати Радхарани является воплощением экстатической любви к Богу. Эти две формы слились в одну в Шри Чайтанье Махапрабху. Господь Шри Чайтанья Махапрабху показал Свою настоящую форму Рамананде Рою.
Также в биографии Чайтаньи под названием «Чайтанья-чаритамрита» существует много утверждений о том, что Чайтанья был самим Кришной в умонастроении Радхарани:
Шри Радха — это полная энергия, а Господь Кришна — обладатель этой полной энергии. Они неотличны друг от друга, что подтверждается богооткровенными писаниями. Итак, Радха и Кришна суть одно, хотя и принимают два разных тела, чтобы вкушать сладость Своих игр. Принимая настроение и цвет тела Радхарани, Кришна является в образе Шри Кришна Чайтаньи. Чайтанья Госани не кто иной, как Сам Кришна, сын Нанды Махараджи, вополощение всех рас и олицетворение страстной любви.

## Имена Радхи
У Радхи есть много имён, описывающих её качества:
- Говинда-нандини — Та, кто приносит наслаждение Говинде
- Говинда-мохини — Та, кто может привлечь Говинду
- Говинда-сарвасва — Та, кто значит всё для Говинды
- Широмани Сарваканта — Главное сокровище среди спутниц Кришны
- Кришнамайи — Та, кто видит Кришну как внутри, так и вовне
- Радхика — Та, чьё служение Кришне состоит в выполнении Его желаний
- Мадана-мохана-мохини — В гаудия-вайшнавизме Кришна (как Верховный Господь) считается всепривлекающим для всех живых существ, включая Купидона, или как его называют на санскрите Камадеву — бога любви. Но так как Радха очаровывает даже самого Кришну, её поэтому называют Мадана-мохана-мохини: Та, кто зачаровывает Того, кто очаровал Купидона.
- Сарва-лакшми — Изначальный источник всех богинь процветания
- Вришабхану-нандини — Дочь царя Вришабхану
- Вриндаванешвари — Царица Вриндавана
- Лалита-сакхи — Подружка пастушки Лалиты
- Гокула-таруни — Та, кому поклоняются все девушки Гокулы
- Дамодара-рати — Та, кто красиво одевается, чтобы доставить удовольствие Дамодаре
- Радхарани — Радха-царица Вриндавана

Одно из её имён — Харā (हरा Harā; не путать с हर Harа, что означает Шиву; Шива-हर — с коротким «а» в конце, Радха/Харā/हरा — с длинным ā) (оно упоминается в «Нарада-панчаратре» 5.5.59), в звательном падеже Харе, является частью мантры «Харе Кришна», — одной из самых популярных ведийских мантр, в особенности среди кришнаитов. Практика воспевания и повторения имён Радхи и Кришны играет в кришнаизме первостепенную роль.